# Artesa de Lleida
Artesa de Lleida (spanisch Artesa de Lérida) ist eine katalanische Gemeinde (Municipio) mit 1.539 Einwohnern (Stand: 2024) in der Provinz Lleida im Nordosten Spaniens. Sie ist Teil der Comarca Segrià. 

## Geographie
Artesa de Lleida liegt etwa 8 Kilometer südöstlich vom Stadtzentrum von Lleida in einer Höhe von ca. 120 m am Canal d’Urgell. Durch die Gemeinde führt die Autopista AP-2.

## Einwohnerentwicklung
| 1900 | 1930 | 1950 | 1970 | 1981 | 1991 | 2001 | 2011 | 2021 |
| ---- | ---- | ---- | ---- | ---- | ---- | ---- | ---- | ---- |
| 967  | 1074 | 1195 | 1229 | 1170 | 1188 | 1324 | 1524 | 1525 |

## Sehenswürdigkeiten

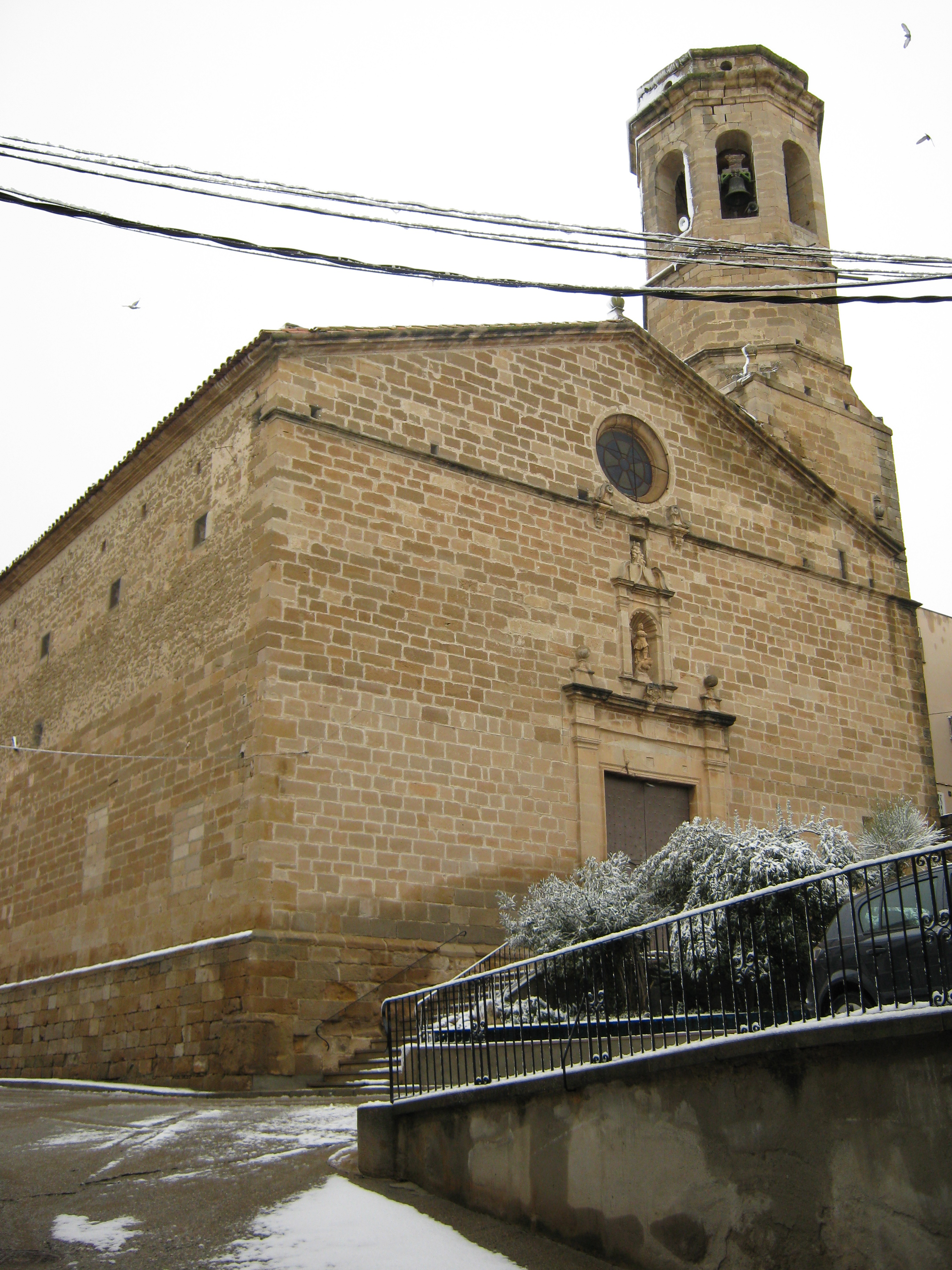
Michaeliskirche
- Raimundskapelle
- Archäologisches Museum

- Michaeliskirche